# Panzer V Panther
Il Panzer V Panther (abbreviazione di Panzerkampfwagen V Panther, numero di identificazione dell'esercito Sd.Kfz. 171) è un carro armato medio tedesco prodotto durante la seconda guerra mondiale che prestò servizio dalla metà del 1943 fino alla fine del conflitto in Europa nel 1945. Fu progettato per rimpiazzare i Panzer IV e Panzer III. Risolti i problemi iniziali di messa a punto, la sua eccellente combinazione di potenza di fuoco e protezione lo fa considerare dagli storici come uno dei migliori carri armati tedeschi della guerra.

## Storia

### Sviluppo
Il disegno del Panzer V prese vita nel 1937, ma proseguì molto lentamente a causa della variazione dei requisiti decisi dai vertici dell'esercito tedesco. Nel 1941, quando il più potente carro armato a disposizione della Wehrmacht era il Panzer IV, sia la Henschel sia la Porsche avevano completato un prototipo dal peso di 30-35 t, designati rispettivamente VK 3001(H) e VK 3001(P), ma ulteriori sviluppi dirottarono i progetti verso il Panzer VI Tiger I.
Una richiesta per un nuovo carro arrivò comunque in quello stesso 1941, che avrebbe dovuto avere un cannone da 75 mm, una corazza inclinata per garantire massima protezione e, al contempo, peso contenuto, e, infine, grandi ruote per una buona mobilità. La Daimler-Benz rispose alla richiesta con il prototipo VK 3002(DB), fortemente ispirato al T-34. Mentre la MAN completò il VK 3002(M), alla fine scelto per la produzione industriale sotto il nome ufficiale di Panzerkampfwagen V Panther (designazione in codice Sd.Kfz. 171). Dopo un ulteriore prototipo uscito dalle fabbriche nel settembre 1942, i modelli di serie giunsero dalla MAN due mesi più tardi, a novembre, contemporaneamente alla concessione fatta alla Daimler-Benz di produrre anch'essa il nuovo carro (l'autorizzazione verrà estesa nel 1943 anche alla Henschel e alla MNH).
La prima versione ad essere prodotta fu l'Ausf. D (gennaio 1943), la quale però, nonostante l'efficacia del cannone e della corazza, presentava vari problemi meccanici alla trasmissione, al motore e al sistema di alimentazione, problemi che vennero parzialmente risolti nella versione Ausf. A, che entrò in produzione nell'agosto del 1943. La versione Ausf. A venne usata su tutti i fronti, e provò di essere superiore rispetto alla versione precedente, grazie ad una maggiore affidabilità e potenza del motore, che venne sostituito con un Maybach HL 230 P30 (700hp a 3.000rpm), e inoltre vennero aggiunti 5mm di corazza laterale distanziata, per aggiungere un'ulteriore protezione contro i fucili anticarro sovietici da 14.5mm PTRD e PTRS (già applicate negli ultimi modelli Ausf. D). L'ultima versione fu l'Ausf. G, che entrò in produzione nel marzo del 1944. Le principali differenze tra le varie versioni riguardavano l'adozione di una protezione emisferica per la mitragliatrice nello scafo, una diversa cupola del capocarro, l'inclinazione e lo spessore della corazza laterale e uno scudo del cannone progettato in modo da impedire che colpi di rimbalzo colpissero il tetto dello scafo. Nelle ultime fasi della guerra alcuni Panther montarono anche un moderno sistema di visione notturna all'infrarosso. Alcuni degli ultimi Panther Ausf. G erano dotati di piastre addizionali sul tetto della torretta e sulle griglie del vano motore per difendersi dai mitragliamenti aerei.
L'armamento principale consisteva nel nuovo cannone da 75 mm KwK 42 L/70, capace di perforare a 1 000 metri 111 mm di acciaio inclinato di 30° dalla verticale con la PzGR 39/42 e 149 mm nelle stesse condizioni con la PzGr 40/42. Era presente inoltre una mitragliatrice MG 34 da 7,92 mm coassiale al cannone e un'altra mobile nella prua dello scafo.

### Produzione
Nell'estate del 1943 venne messa in produzione la versione Ausf. A, nella quale erano corretti la maggior parte dei difetti della Ausf. D, seguita all'inizio del 1944, dalla Ausf. G.
Il Panther, prodotto in quasi 6.000 esemplari, fu tra i migliori carri della seconda guerra mondiale grazie alla combinazione di protezione, mobilità ed armamento. Per altri, invece, il numero di esemplari prodotti del Panther (uno dei migliori carri tedeschi se non dell'intero conflitto) si fermò a "più di 4.800", ostacolato dai bombardamenti aerei Alleati sulla Germania che permisero di sfornare ogni mese solamente circa 330 mezzi sui 600 previsti.

## Impiego operativo
Il Panther fu messo in produzione, nella speranza che fosse disponibile già in buon numero per la primavera del 1943; in particolare Hitler desiderava che l'offensiva programmata per l'estate del 1943, volta all'eliminazione del saliente di Kursk, e denominata operazione Zitadelle, fosse condotta potendo contare già su un certo numero di Panther. L'offensiva su Kursk venne anche rimandata per aspettare che un primo reparto di duecento carri (la 10. Panzerbrigade) fosse disponibile. Le gravi lacune nell'impiego vanificarono gli sforzi compiuti per allestire i duecento Panther, il cui apporto alla battaglia fu praticamente nullo: in quell'occasione i Panther, nella versione Ausf. D, mostrarono gravi difetti di affidabilità meccanica, imputabili in gran parte all'affrettata messa a punto e ai non completi collaudi dei nuovi mezzi piuttosto che a imperfezioni progettuali, tanto che in un primo tempo andarono persi più Panther per problemi tecnici che per le azioni del nemico.
Difatti, dopo un'ulteriore intensa fase di collaudo e messa a punto, i Panther iniziarono ad essere impegnati massicciamente, contrastando efficacemente i carri pesanti sovietici ed Alleati, in Normandia e sul fronte orientale. Peraltro fino alla fine della guerra questi carri medi soffrirono di problemi di affidabilità ed efficienza e non si dimostrarono in grado di competere nelle operazioni mobili in campo aperto con i più agili e meno ingombranti Panzer IV ed M4 Sherman. Diverso è il parere di altri autori, che considerano lo Sherman molto inferiore rispetto al più potente e meglio corazzato Panther, considerando anche che lo Sherman poteva impegnare il Panther ad una distanza di 200 m, mentre il Panther impegnava lo Sherman a più di un chilometro. Lo stesso Adolf Hitler criticò aspramente il Panther e nel gennaio 1944 lo definì "un Heinkel che arranca per terra" riferendosi al fallimentare bombardiere pesante Heinkel He 177, a sua volta definito dal Führer "un Panther volante".
Il 13 settembre del 1943, sette Panther del 1º battaglione del 2. SS-Panzer Regiment della 2. SS-Panzer-Division "Das Reich", comandato dall'Hauptsturmführer (capitano) Holzer (torretta numero 101) si scontrarono con un gruppo di circa settanta carri T-34 sovietici nei pressi di Kolomak. Durante i venti minuti che seguirono l'ingaggio, i Panther distrussero circa ventotto carri T-34 senza subire perdite. Durante la battaglia vicino a Siedlce il 28/29 luglio del 1944, il 2º battaglione del 5º SS-Panzer Regiment della 5. SS-Panzer-Division "Wiking", distrusse circa 107 carri armati alleati tra T-34, Sherman e Valentine, perdendo sei carri (un Panzer IV e cinque Panther). Sul Fronte Orientale il Panther regnò indiscusso fino alla comparsa di veicoli studiati appositamente per contrastarlo, vale a dire il T-34/85 (versione 1944). Questa era la diretta controparte del carro tedesco, meglio corazzato e più mobile dei precedenti mezzi dell'Armata Rossa. Il pericolo maggiore per il Panther erano però i semoventi, in particolare l'Archer e il SU-100 che sfruttavano la loro sagoma bassa (il cannone, rispettivamente da 76,2 mm per il primo e da 100 mm per il secondo, era posizionato in casamatta anziché in torretta) per non farsi scorgere dai corazzati tedeschi e contemporaneamente approfittavano dell'ingombrante sagoma del Panzer V per centrarlo da distanze superiori anche a 1.000–1.500 m.
Nell'immediato dopoguerra, in attesa di carri più moderni, anche l'esercito francese utilizzò il Panther.

## Varianti
Cacciacarri
- Jagdpanzer V Jagdpanther

Semoventi antiaerei
- Flakpanzer V Coelian

Altro

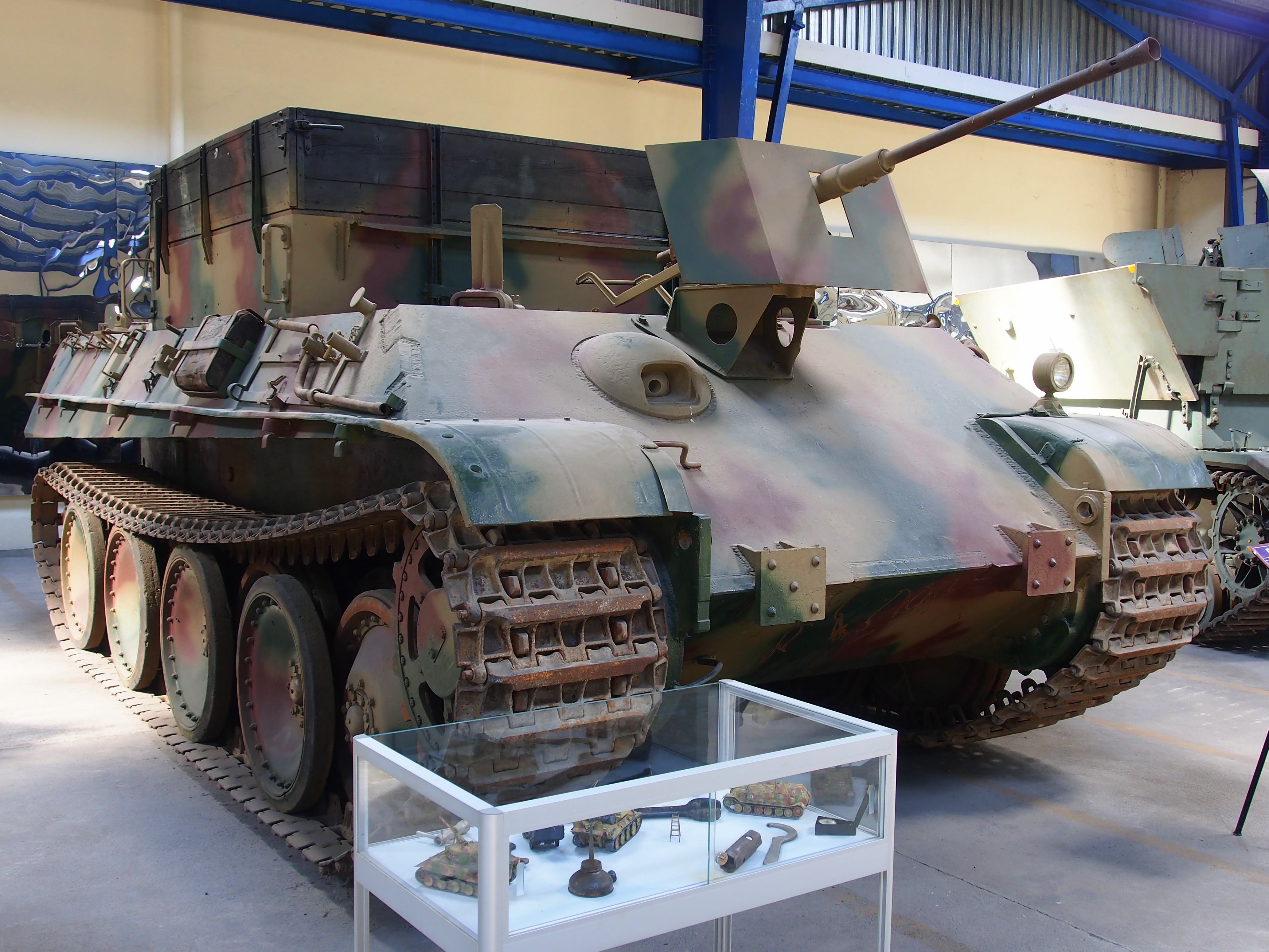
Sd.Kfz. Bergepanther

- Befehlspanzer Panther – carro comando
- Beobachtungspanzer Panther – carro d'osservazione per l'artiglieria
- Bergepanther – carro recupero, armato con 2 cm KwK 30